# Гоєшть (Долж)
Гоєшть, Гоєшті (рум. Goiești) — село у повіті Долж в Румунії. Входить до складу комуни Гоєшть.
Село розташоване на відстані 185 км на захід від Бухареста, 17 км на північ від Крайови.

## Населення
За даними перепису населення 2002 року у селі проживала 1191 особа, усі — румуни. Усі жителі села рідною мовою назвали румунську.